# Bomba ricocheteadora

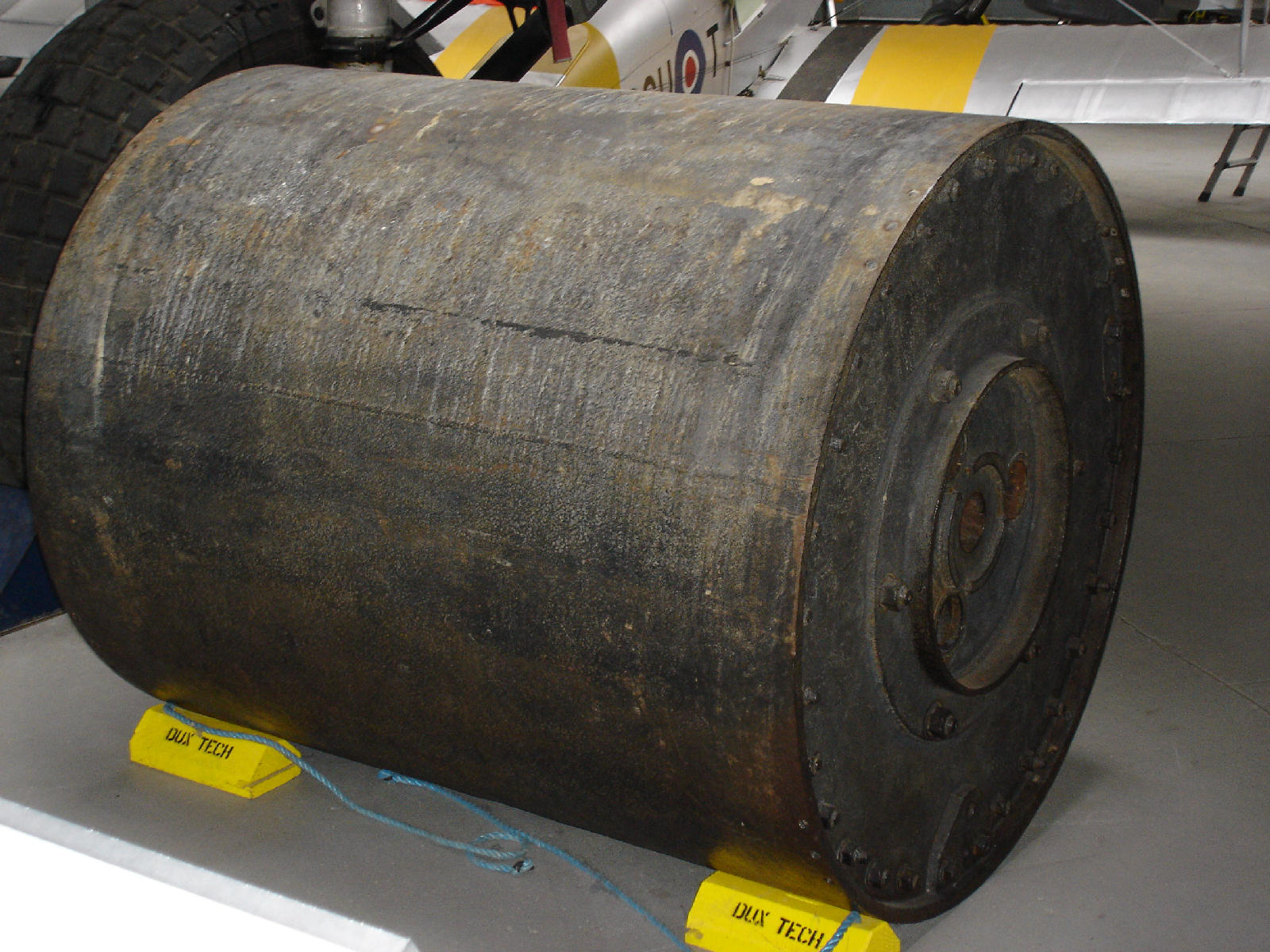
Uma bomba ricocheteadora.

Bomba ricocheteadora ou bomba de quique, em inglês:  bouncing bomb, foi a designação de um tipo muito específico de bomba inventado por Barnes Wallis e desenvolvido durante a Segunda Guerra Mundial.
Esse tipo de bomba, era projetado especificamente para ricochetear ou "quicar" na água de maneira previamente calculada em direção a um alvo específico, evitando obstáculos submersos, como redes de proteção por exemplo. Ela usava um sistema de detonação similar ao das cargas de profundidade usadas pela marinha.
Em 24 de Julho de 1942, uma demonstração obteve um "sucesso espetacular" do potencial da arma quando uma barragem próxima a Rhayader, foi destruída por uma mina naval contendo 127 kg de explosivo: ela foi detonada próxima à parede da barragem a uma certa profundidade.